# التنبیه و الاشراف
التنبیه و الاِشراف (به معنای «هشدار و نظارت»)، یکی از آثار علی بن حسین مسعودی، جغرافیدان و مورخ قرن چهارم هجری، می‌باشد، که در حوزهٔ تاریخ عمومی به نگارش درآمده است. این اثر در دو بخش پیش از اسلام و تاریخ اسلام، به تاریخ عمومی جهان می‌پردازد.

## چکیدهٔ کتاب
بخش نخست کتاب، که پیش از اسلام است، مباحثی پیرامون جغرافیای نجومی، تقسیمات زمان، معرفی هفت اقلیم و مردمانش بیان می‌دارد و سپس با بیان طبقات پادشاهان ایران که حاوی اطلاعاتی در زمینهٔ تشکیلات اداری ایرانیان در عهد ساسانی است، اثر خود را ادامه می‌دهد و در ادامه با تکرار این روند در باب یونان و روم و ارائهٔ خلاصه‌ای از تاریخ جهان که تاریخ پیامبران و پادشاهان از عهد آدم تا خاتم را در برمی‌گیرد، پایان می‌پذیرد.
بخش بعدی که مربوط به تاریخ اسلام است، با ولادت پیامبر اسلام آغاز می‌گردد و نویسنده سپس به بیان مبعث، هجرت و نبردهای او می‌پردازد و پس از ذکر خلفای اموی و عباسی به همراه وزیران، قاضیان، حاجبان، در کنار مهمترین حوادث عهد هریک تا سال ۳۴۵ هجری، بخش دوم را به پایان می‌برد.
همچنین کتاب حاوی مباحثی پیرامون رسوم حکومتداری عباسیان می‌باشد. فهرست اسامی اشخاص، کتب، قبایل، مذاهب و اماکن نیز فهرست پایانی کتاب را تشکیل می‌دهد.